# 赤穂市立赤穂東中学校
赤穂市立赤穂東中学校（あこうしりつ あこうひがしちゅうがっこう）は、兵庫県赤穂市朝日町にある公立中学校。

## 沿革
- 1947年（昭和22年）4月22日 - 赤穂町立赤穂東中学校創立。
- 1951年（昭和26年）9月1日 - 赤穂市が発足したことに伴い、赤穂市立赤穂東中学校となる。

## 部活動

### 運動部
- 野球部
- 女子バレーボール部
- ソフトテニス部
- 女子卓球部
- 剣道部
- 柔道部
- 陸上競技部
- 水泳部

### 文化部
- 音楽部
- 家庭科部
- 科学部

## 校区
- 赤穂市立尾崎小学校
- 赤穂市立御崎小学校

## 校区が隣接している学校
- 赤穂市立坂越中学校
- 赤穂市立赤穂中学校